# 堡鱒
堡鱒，為輻鰭魚綱鮭形目鮭科的一種，為溫帶淡水魚，分佈於歐洲巴爾幹半島淡水流域，體長可達30公分，棲息在水質清澈、冰冷且流動快速的溪流底中層水域，生活習性不明。